# N-アシルホスファチジルエタノールアミン
N-アシルホスファチジルエタノールアミン (略称:NAPEs)は、通常のホスファチジルエタノールアミンに対して親水性頭部であるエタノールアミンのアミノ基にアシル基が結合したグリセロリン脂質の総称。
食事に含まれる脂肪を消化する際に小腸から血中に放出されるホルモンでもある。このホルモンは脳の視床下部を刺激し食欲を抑制することから、肥満治療へ応用できないか研究が進められている。